# Léo Dandurand
Joseph Viatuer "Léo" Dandurand, v ZDA rojeni kanadski športni funkcionar in poslovnež, * 9. julij 1889, Bourbonnais, Illinois, ZDA, † 26. junij 1964. 
Dandurand je bil lastnik in trener NHL moštva Montreal Canadiens. Prav tako je imel v svoji lasti več dirkališč in moštvo kanadskega nogometa Montreal Alouettes. 

## Osebno življenje
Dandurand se je rodil v kraju Bourbonnais, Illinois. Pri 16 letih se je z družino preselil v Kanado, tam je obiskoval šolo St. Mary's College, kjer je igral bejzbol, hokej na ledu in lacrosse. Potem ko je diplomiral, se je vpletel v nepremičnine in kasneje v prodajanje tobaka na debelo na območju Montreala. Njegova prva naložba v šport je bil nakup dirkališča Kempton Park v Laprairieju. Ko se je umaknil iz profesionalnega športa, je postal lastnik uspešne restavracije v centru Montreala. Umrl je 26. junija 1964 za srčnim napadom pri starosti 75 let. 

## Hokej na ledu in Montreal Canadiens
Deloval je kot sodnik v ligi NHL, prav tako je sodeloval v moštvu St. Jacques iz območja Montreala. Ustanovitve lige Canadian Amateur Hockey Association leta 1914 se je udeležil kot eden od predstavnikov. Danduranda se šteje za človeka, ki je število hokejskih kazni, ki jih lahko igralec naenkrat dobil, omejil na dve.
2. novembra 1921 je Dandurand s partnerjema, Josephom Cattarinichem in Louisjem Letourneaujem, od vdove Georga Kennedyja za 11.000 $ nakupil hokejski klub Montreal Canadiens. Pod Dandurandovim lastništvom je klub osvojil Stanleyjev pokal v letih 1924, 1930, and 1931. Sam je deloval kot trener moštva od 1921 do 1926 in v sezoni 1934/35. Letourneau je svoj delež prodal leta 1930, Dandurand in Cattarinich pa sta ga obdržala do leta 1935, ko sta klub prodala za 165.000 $. 
Dandurand je bil leta 1963 v kategoriji graditeljev sprejet v Hokejski hram slavnih lige NHL. 

## Ostali športi
Poleg hokeja na ledu je bil Dandurand s partnerji močno vpleten v konjske dirke. Leta 1932 so kupili hipodrom Blue Bonnets Raceway v Montrealu. V času Cattarinicheve smrti leta 1938 so si lastili že 17 dirkališč, ki so se nahajala v Quebece, Ontariu, New Yorku, Ohiu, Delawaru, Illinoisu, Utahu in Louisiani. Dandurand je bil tudi velik podpornik boksa in rokoborbe v Montrealu in direktor bejzbolskega kluba Montreal Royals. 
Leta 1946 je Dandurand z Ericom Cradockom in Lewom Haymanom ustanovil moštvo kanadskega nogometa Montreal Alouettes. Moštvo je igralo v ligi Interprovincial Rugby Football Union, ki je kasneje postala vzhodna divizija lige Canadian Football League. Pokal Leo Dandurand Trophy še danes vsako leto podeljujejo najboljšemu krilnemu igralcu vzhodne divizije CFL. 